# Alan Patrick
Alan Patrick, właśc. Alan Patrick Lourenço (ur. 13 maja 1991 w Catanduva, w stanie São Paulo) – brazylijski piłkarz grający na pozycji ofensywnego lub środkowego pomocnika w brazylijskim klubie SC Internacional.

## Kariera piłkarska

### Kariera klubowa
Wychowanek klubu Santos FC, w którym występował w juniorskich drużynach. 13 września 2009 debiutował w pierwszej jedenastce Santosu, który trenował Vanderlei Luxemburgo. Wszedł na boisko w 63. minucie meczu przeciwko EC Santo André (1:0). W barwach macierzystego klubu zdobył wiele trofeów takich jak: mistrzostwo stanu São Paulo (2010 i 2011), Puchar Brazylii (2010), a także Copa Libertadores (2011). 24 czerwca 2011 podpisał 5-letni kontrakt z ukraińskim Szachtarem Donieck. W ukraińskiej ekipie grał niewiele, co poskutkowało wypożyczeniem do SC Internacional w lipcu 2013 roku. Po 1,5-rocznym pobycie w Internacional, klub z Porto Alegre nie zdecydował się na przedłużenie wypożyczenia i Alan trafił na kolejne 12 miesięcy do drużyny SE Palmeiras. Alan Patrick rozegrał w barwach tej ekipy zaledwie 2 spotkania ligowe i już w czerwcu 2015 roku przeniósł się do CR Flamengo. W drużynie z Rio de Janeiro – Alan był jednym z kluczowych piłkarzy w efekcie czego rozegrał 54 spotkania ligowe w których zdobył 11 bramek. Pod koniec roku 2016 powrócił do drużyny Szachtara w barwach, której został zgłoszony do rundy wiosennej sezonu 2016/17 ukraińskiej Ekstraklasy.

### Kariera reprezentacyjna
W 2008 występował w juniorskiej reprezentacji Brazylii, a w 2011 młodzieżowej reprezentacji Brazylii.

## Sukcesy i odznaczenia

### Sukcesy klubowe
- zdobywca Copa do Brasil: 2010
- mistrz Campeonato Paulista: 2010, 2011
- zdobywca Copa Libertadores w piłce nożnej: 2011
- mistrz ligi ukraińskiej: 2011/12, 2012/13
- zdobywca Pucharu Ukrainy: 2011/12, 2012/13
- mistrz Campeonato Gaúcho: 2014

### Sukcesy reprezentacyjne
- mistrz Ameryki Południowej U-20: 2011
- mistrz Świata U-20: 2011